# Eulophia
Eulophia R. Br. & Lindl., 1823 è un genere di piante della famiglia delle Orchidacee.

## Tassonomia
Il genere Eulophia appartiene alla sottofamiglia Epidendroideae (tribù Cymbidieae, sottotribù Eulophiinae).
Comprende oltre 200 specie tra cui:

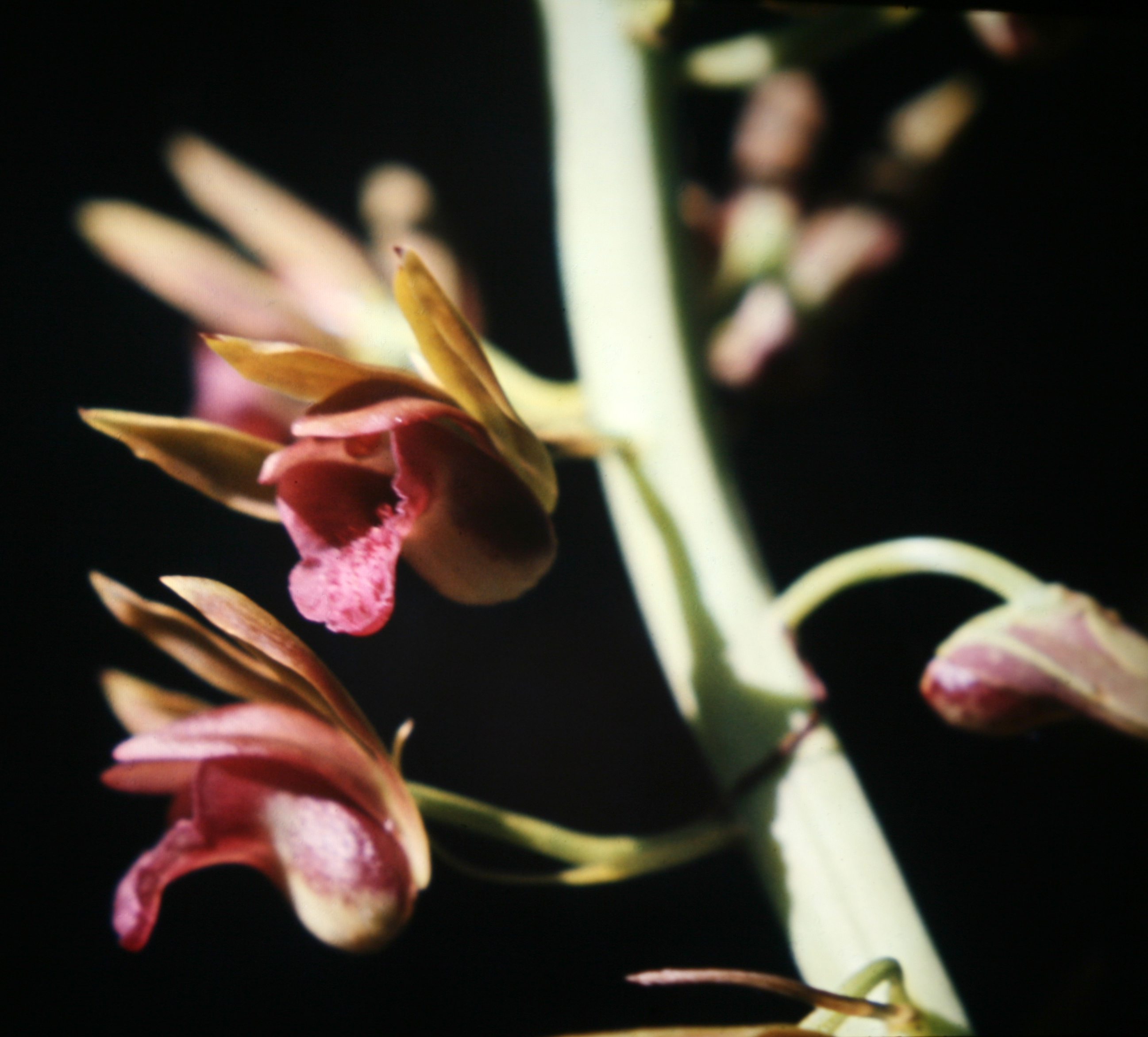
Eulophia alta
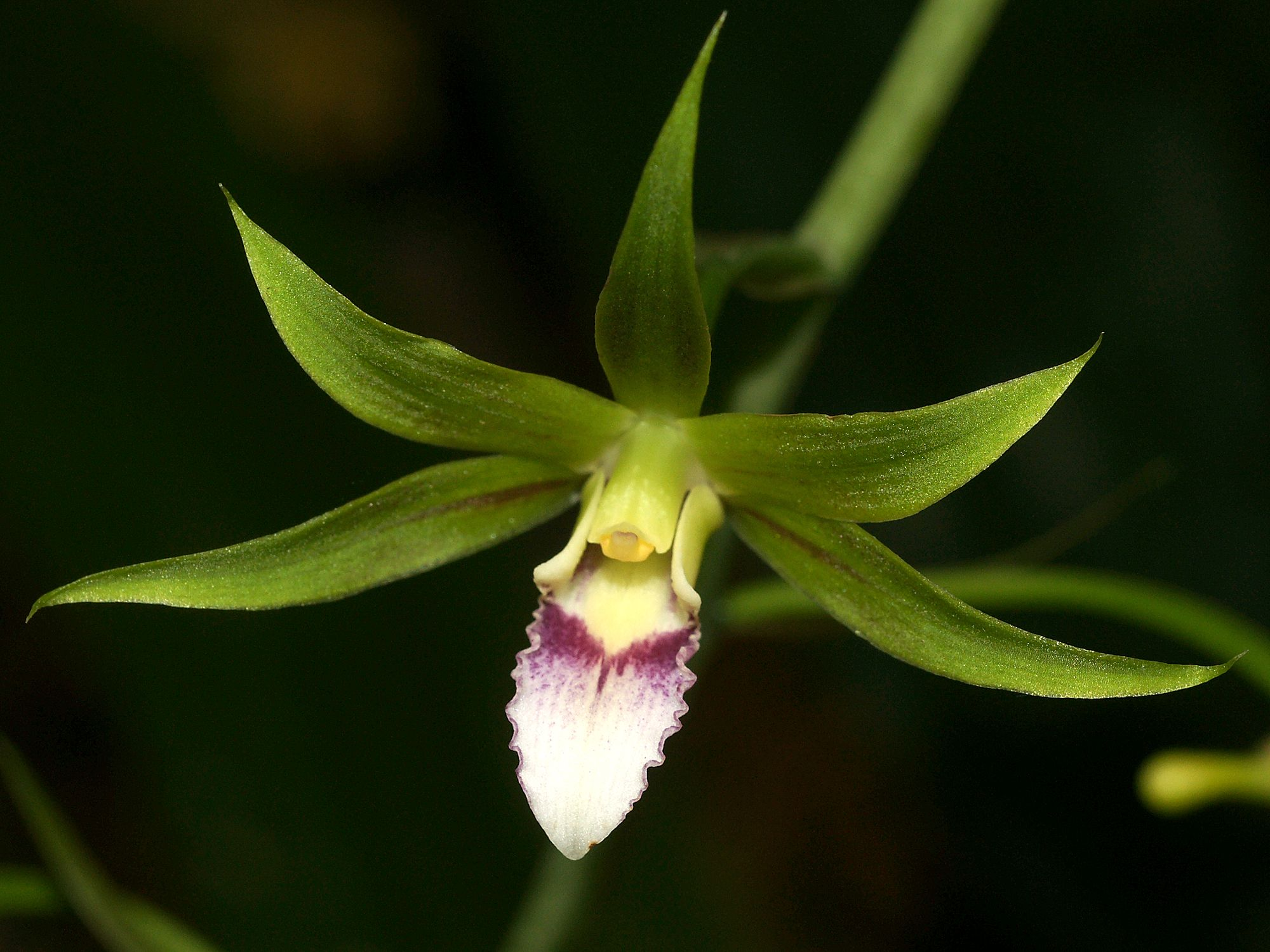
Eulophia euglossa
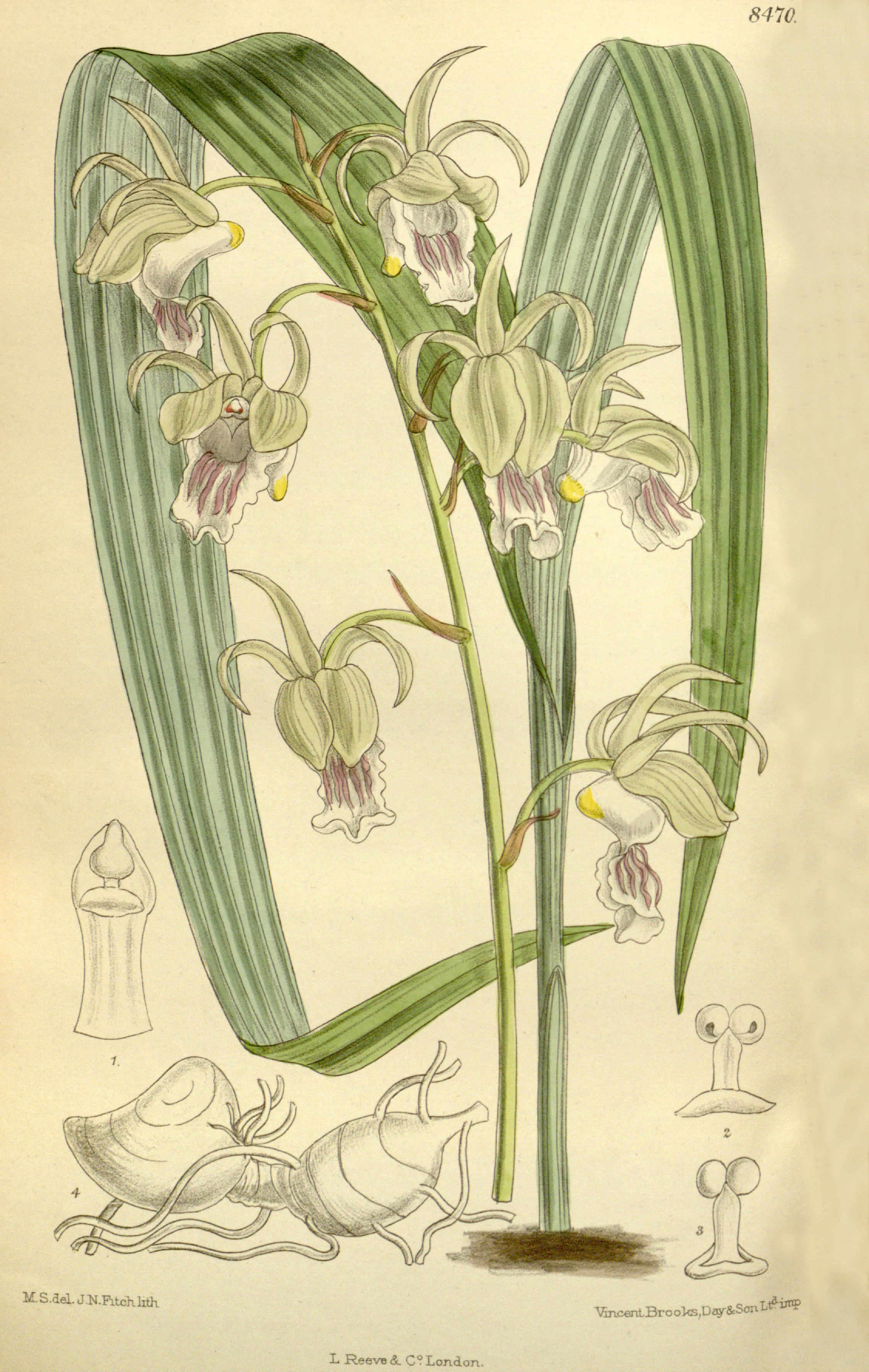
E. flavopurpurea
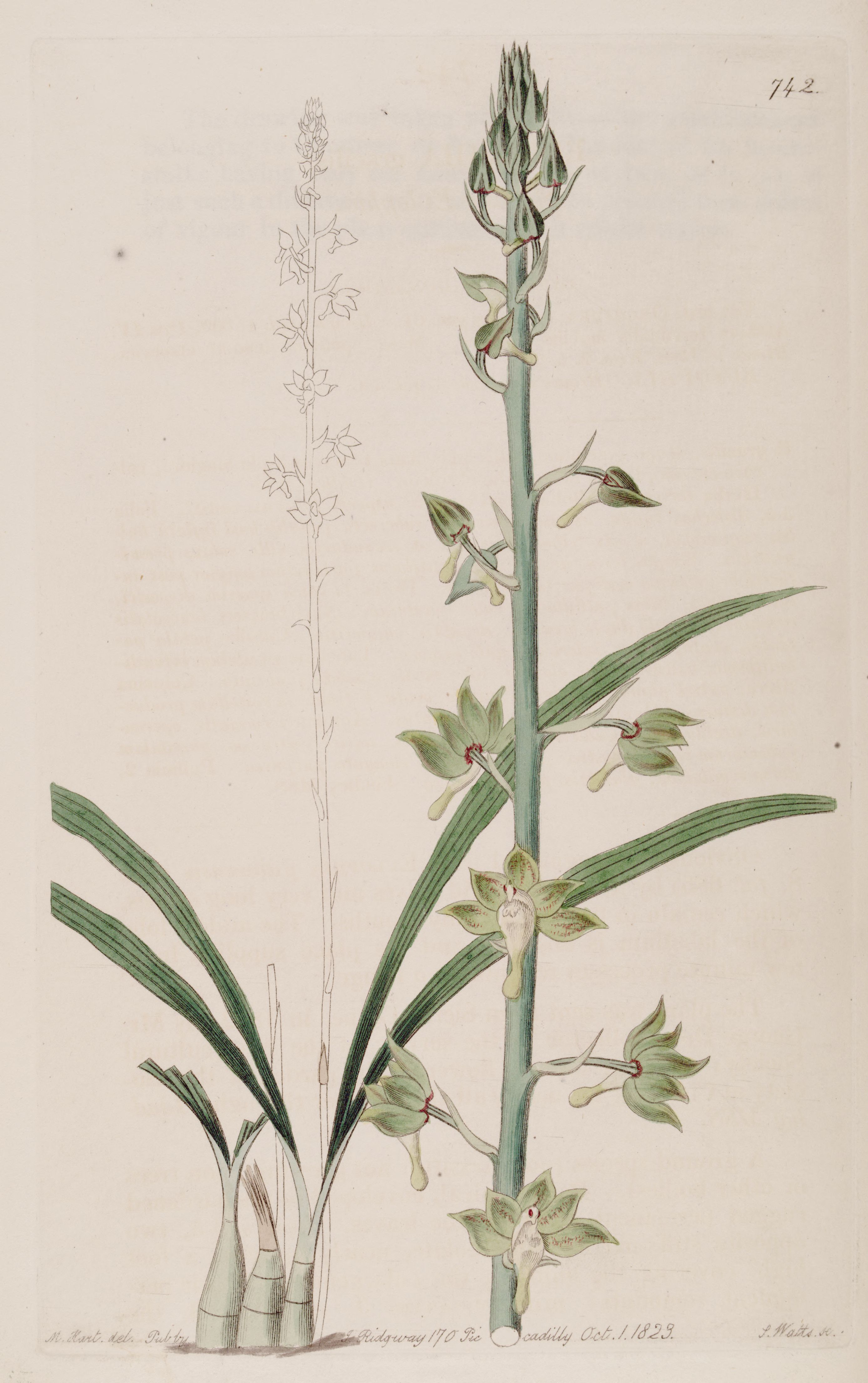
Eulophia gracilis
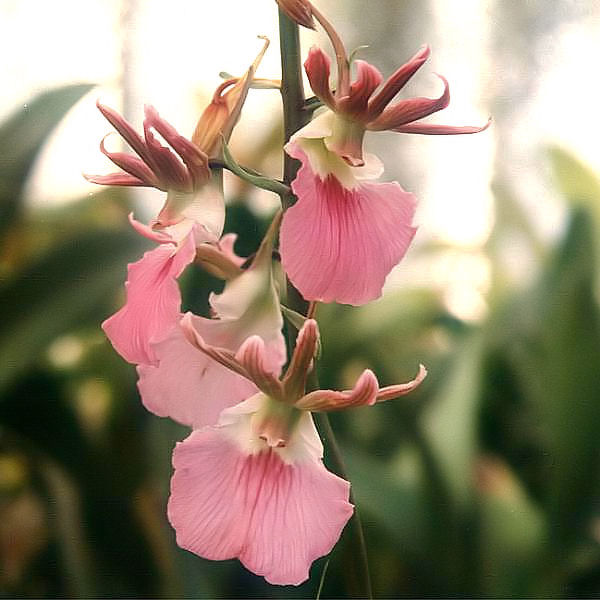
Eulophia guineensis
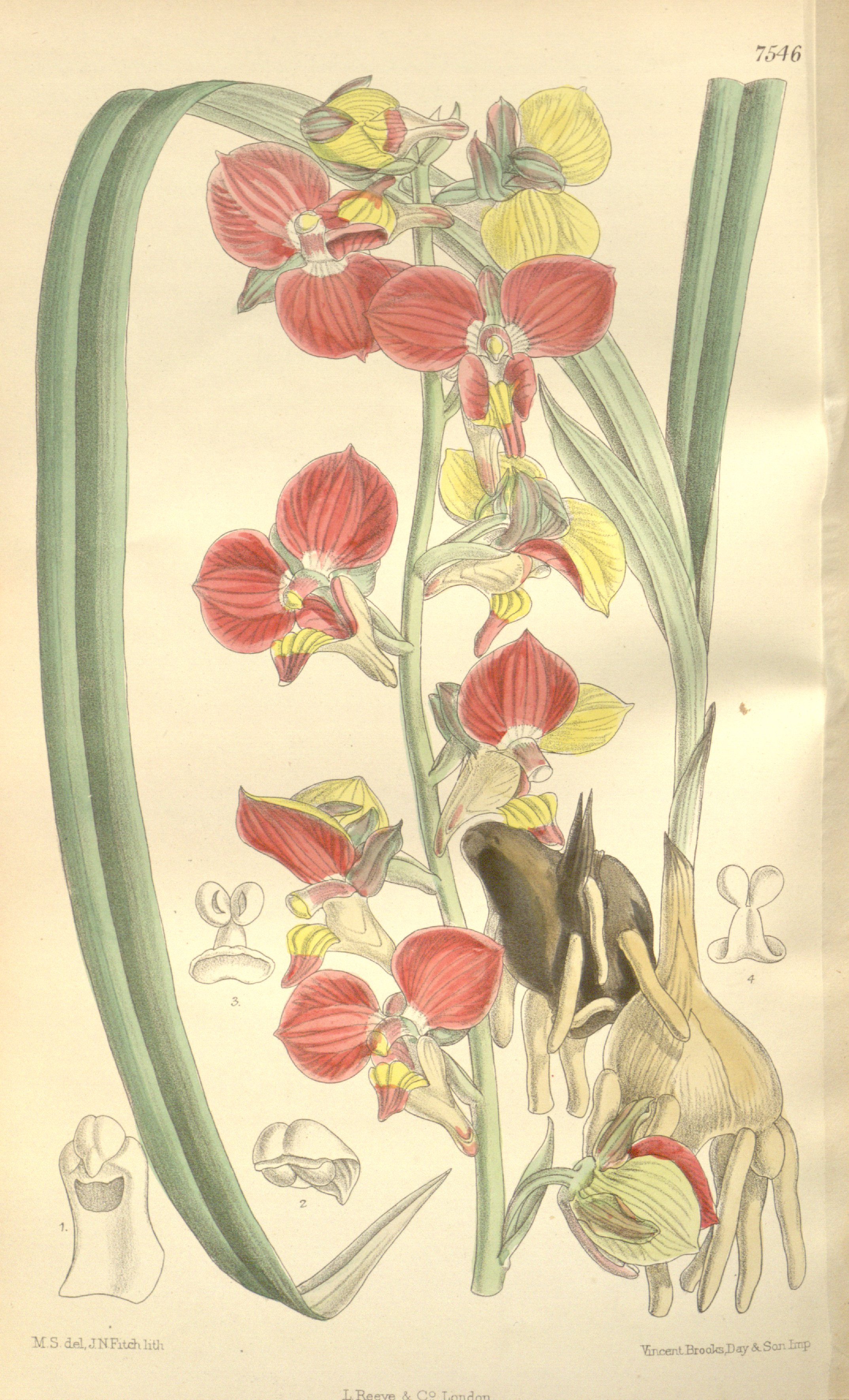
Eulophia orthoplectra
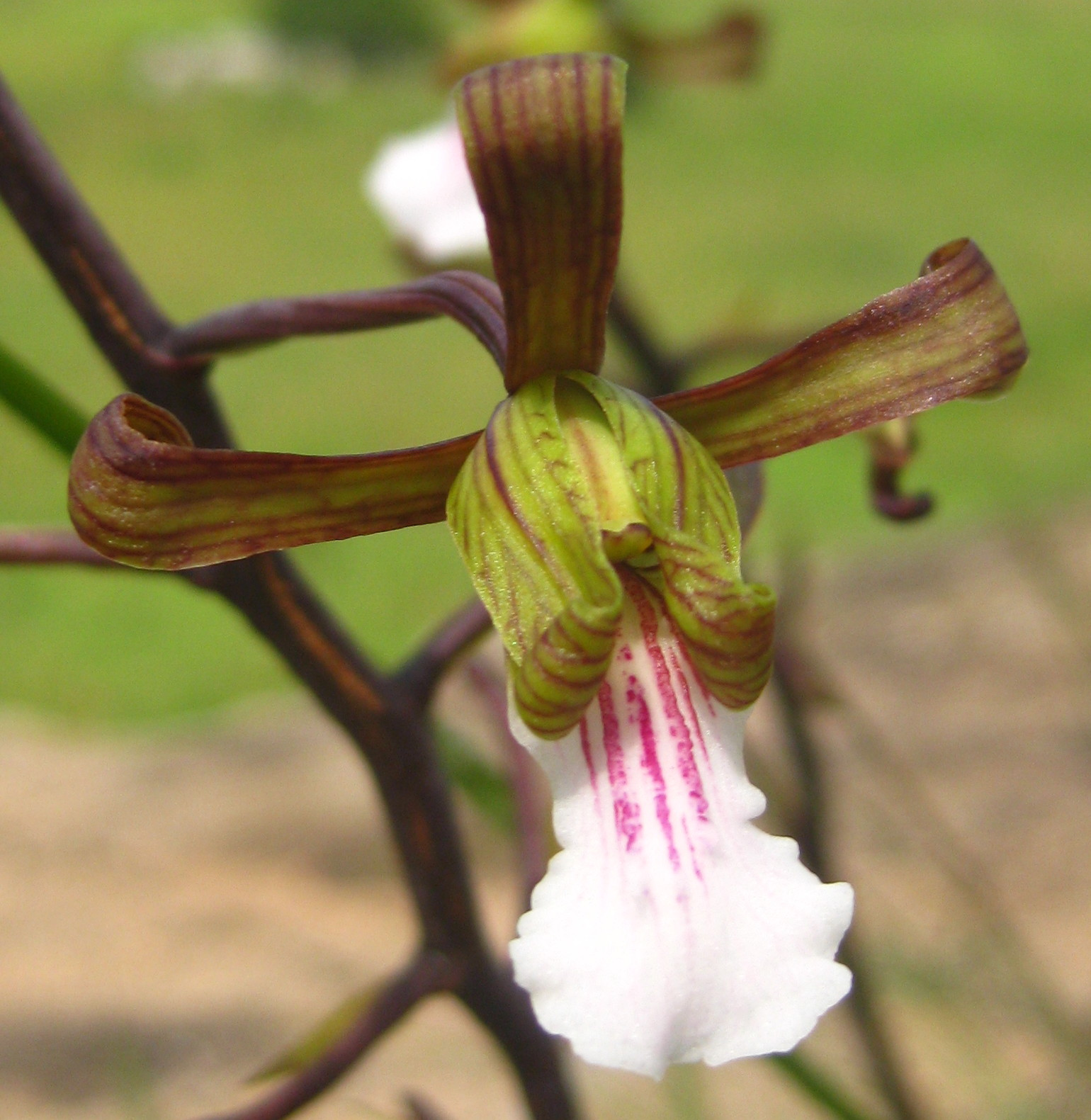
Eulophia petersii
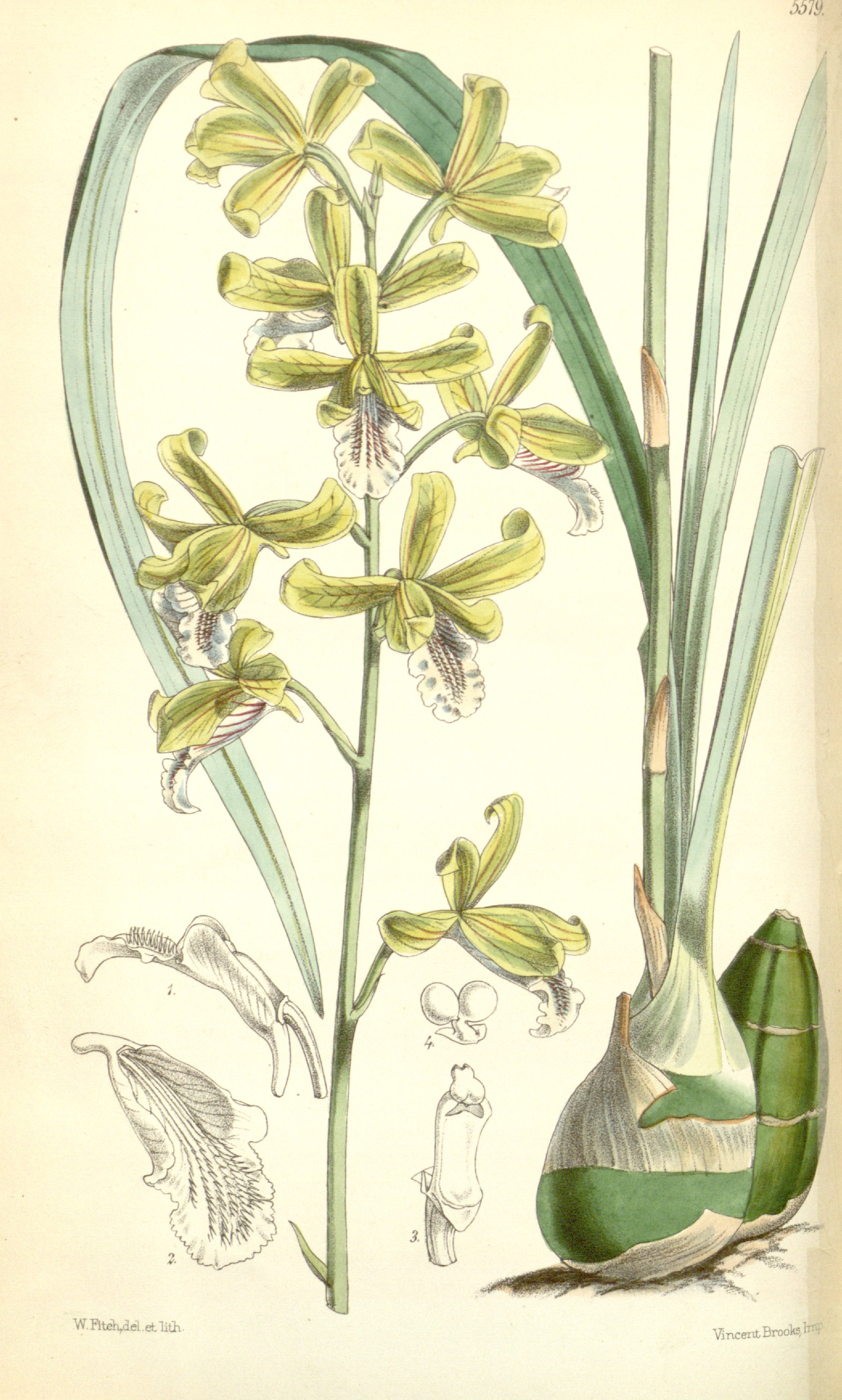
Eulophia pratensis
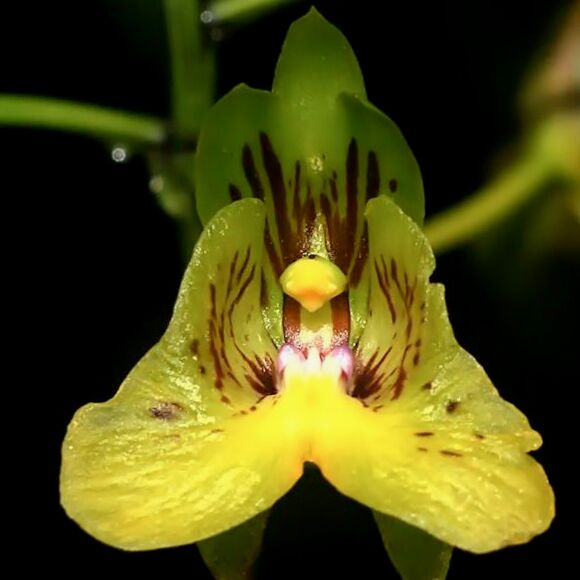
Eulophia pulchra
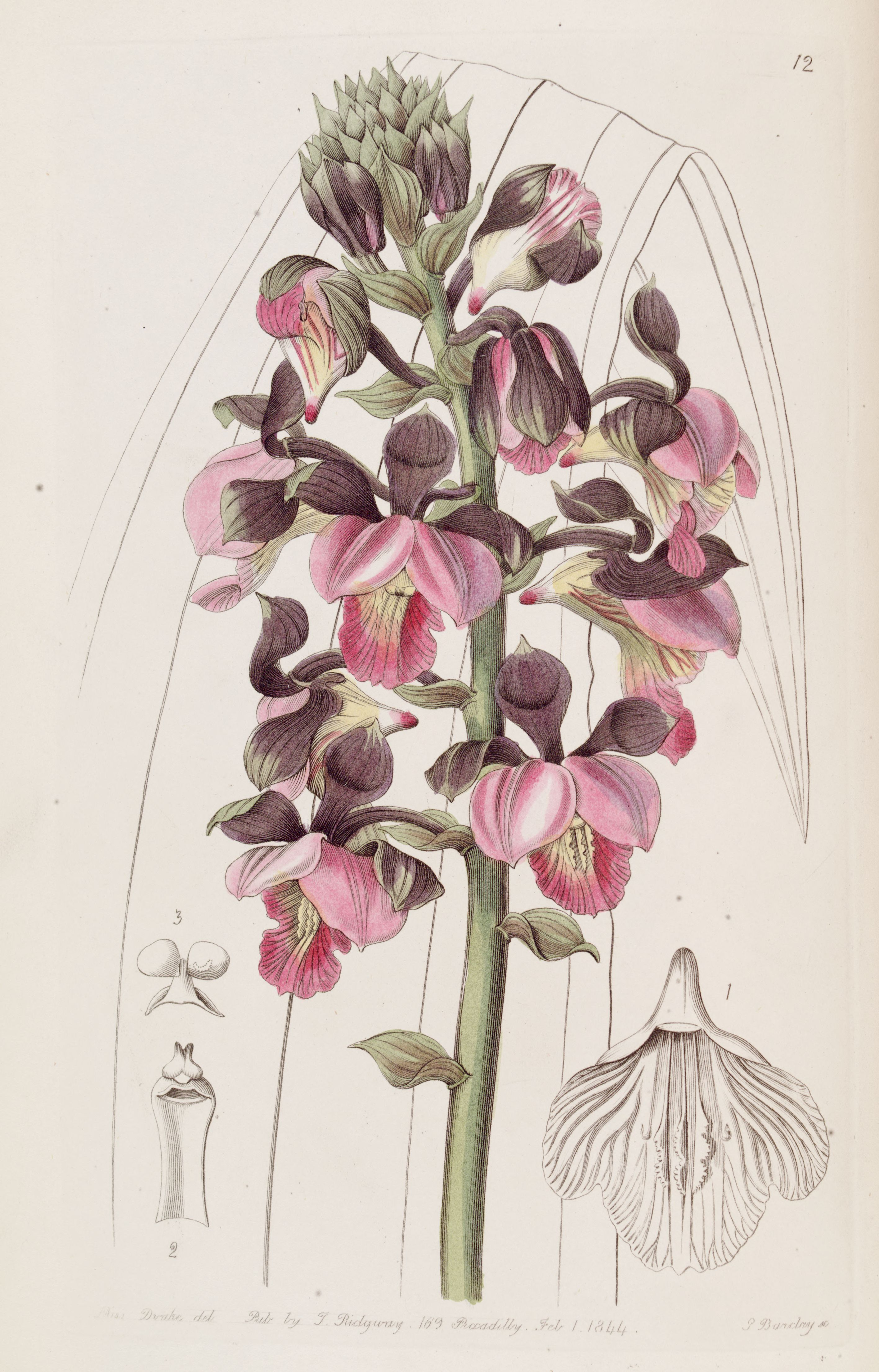
Eulophia rosea
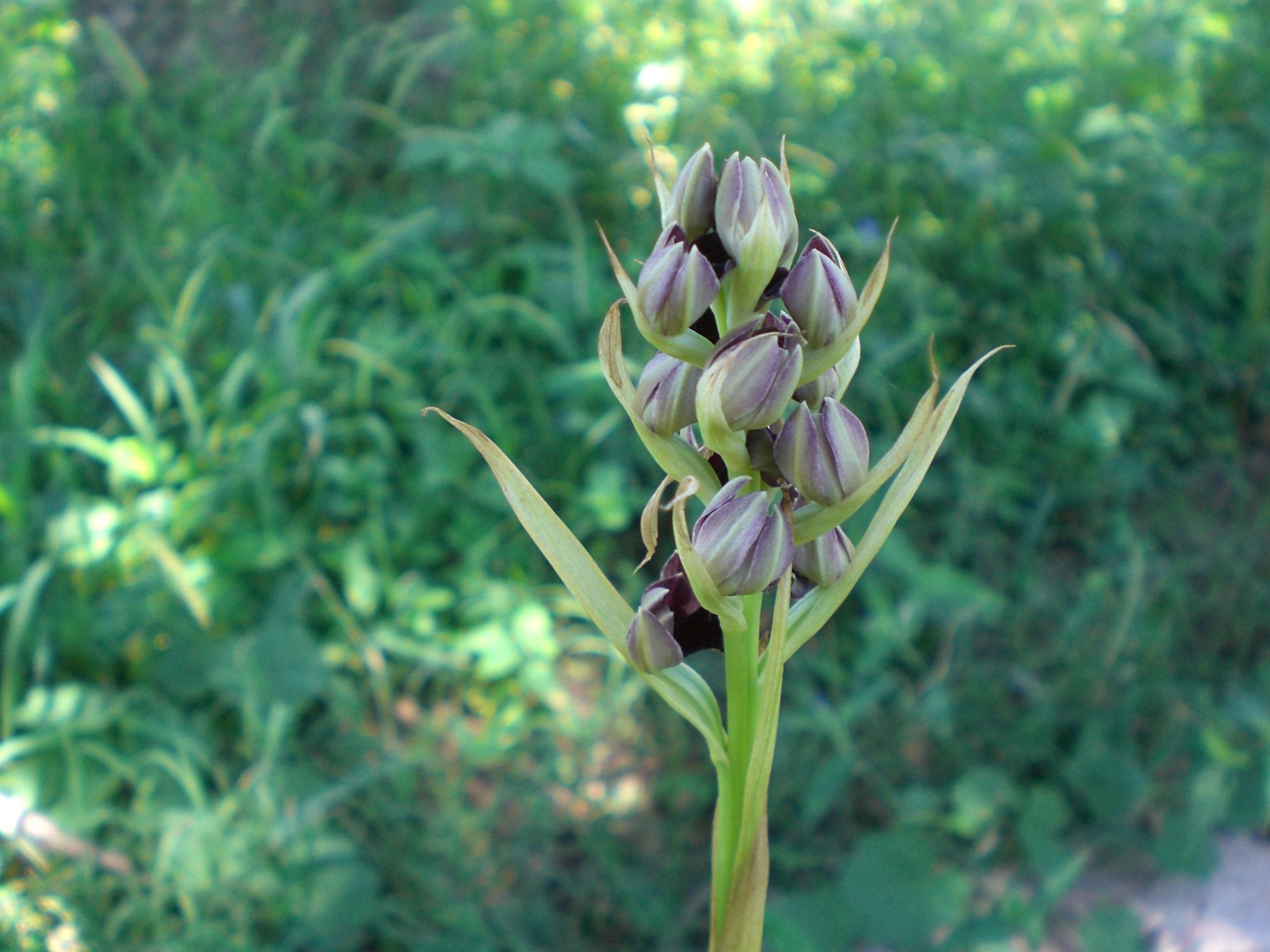
Eulophia ruwenzoriensis
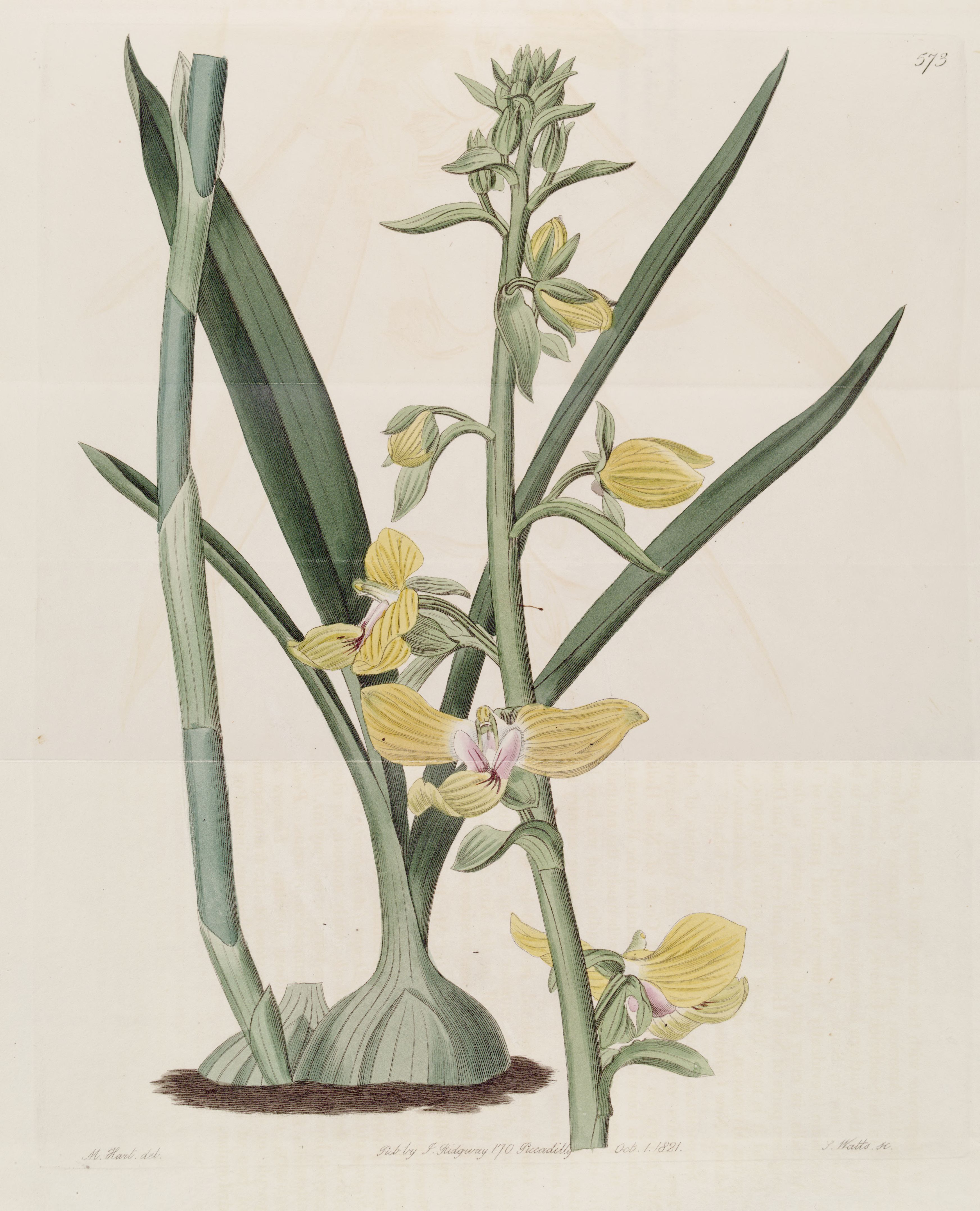
Eulophia speciosa